# La Nausée (band)
La Nausée is een Belgische sludgemetalband met invloeden van groovemetal, stoner en metallic hardcore.

## Biografie
La Nausée is ontstaan als een one-man project van Jelle De Bock en is ondertussen ontpopt tot volle live band met Kwinten (ex-NeoSun) op bas, Peter (ex-Valkyre) op drum en Tom op gitaar. In 2021 kwam de eerste EP 'Battering Ram' uit op Spectral Hound Records en in 2022 in eigen beheer de tweede EP 'Disorder'

## Bandleden

### Huidige leden
- Jelle De Bock - vocals
- Tom Schelfaut - gitarist
- Kwinten Colpaert - bassist
- Peter Van Sweevelt - drummer

## Discografie
- 2021: Battering Ram (ep)
- 2022: Disorder (ep)
- 2023: They Prey (ep)